# Васенах
Васенах (њем. Wassenach) општина је у њемачкој савезној држави Рајна-Палатинат. Једно је од 74 општинска средишта округа Арвајлер. Према процјени из 2010. у општини је живјело 1.105 становника. Посједује регионалну шифру (AGS) 7131209.

## Географски и демографски подаци
Васенах се налази у савезној држави Рајна-Палатинат у округу Арвајлер. Општина се налази на надморској висини од 288 метара. Површина општине износи 6,2 км². У самом мјесту је, према процјени из 2010. године, живјело 1.105 становника. Просјечна густина становништва износи 179 становника/².

## Међународна сарадња
| Мјесто | Држава    | Врста сарадње | Од    |
| ------ | --------- | ------------- | ----- |
|        | Француска | партнерство   | 1993. |
| Извор  |           |               |       |